# مارك ألفيس
مارك ألفيس (بالإنجليزية: Mark Alves)‏ هو لاعب كرة قدم أسترالية أسترالي، ولد في 19 نوفمبر 1956.

## وصلات خارجية
- مارك ألفيس على موقع AustralianFootball.com (الإنجليزية)
- مارك ألفيس على موقع AFLtables.com (الإنجليزية)